# Баумайстер, Штефан
Штефан Баумайстер (нем. Stefan Baumeister; род. 18 апреля 1993, Бад-Айблинг, Бавария) — немецкий сноубордист, выступающий в параллельных дисциплинах, трёхкратный призёр чемпионатов мира, обладатель малых Кубков мира 2018/2019 и 2021/2022 годов в параллельном слаломе и в параллельном гигантском слаломе, победитель и призёр этапов Кубка мира. Участник зимних Олимпийских игр 2014, 2018 и 2022 годов.

## Карьера
Баумайстер дебютировал в Кубке мира в феврале 2010 года. Немец участвовал в зимних Олимпийских играх 2014 года в Сочи. Занял 20-е место в квалификации параллельного гигантского слалома и не прошёл в следующий финальный этап. В параллельном слаломе занял 14-е место в квалификации и в первом раунде на выбывание проиграл австрийцу Лукасу Матису, заняв итоговое 14-е место.
В 2018 году принял участие в зимних Олимпийских играх в Пхёнчхане, где стал шестым в параллельном гигантском слаломе. В сезоне 2018/2019 годов завоевала малый хрустальный глобус в дисциплине параллельный слалом.
На чемпионате мира 2019 года в Парк Сити стал двукратным бронзовым призёром в параллельном слаломе и гигантском слаломе.
На зимних Олимпийских играх в Пекине в параллельном гигантском слаломе стал 18-м, не пройдя квалификационный раунд.
В 2025 году на чемпионате мира по сноуборду завоевал серебряную медаль в параллельном гигантском слаломе.

## Результаты на крупнейших соревнованиях

### Зимние Олимпийские игры
| Олимпийские игры | Параллельный слалом | Параллельный гигантский слалом |
| ---------------- | ------------------- | ------------------------------ |
| 2014 Сочи        | 14                  | 20                             |
| 2018 Пхёнчхан    | н/д                 | 6                              |
| 2022 Пекин       | н/д                 | 18                             |

### Чемпионаты мира
| Чемпионат мира     | Параллельный слалом | Параллельный гигантский слалом | Командный параллельный слалом |
| ------------------ | ------------------- | ------------------------------ | ----------------------------- |
| 2013 Стоунем       | 23                  | 35                             | н/д                           |
| 2015 Крайсберг     | 15                  | 35                             | н/д                           |
| 2017 Сьерра Невада | 11                  | 23                             | н/д                           |
| 2019 Парк Сити     | 3                   | 3                              | н/д                           |
| 2021 Рогла         | 20                  | 20                             | н/д                           |
| 2025 Энгадин       |                     | 2                              |                               |